# Pirttimysjärvi
Pirttimysjärvi är en sjö i Kiruna kommun i Lappland och ingår i Torneälvens huvudavrinningsområde. Sjön har en area på 1,46 kvadratkilometer och ligger 563 meter över havet. Pirttimysjärvi ligger i Torneträsk-Soppero fjällurskog Natura 2000-område. Sjön avvattnas av vattendraget Vittangiälven.

## Delavrinningsområde
Pirttimysjärvi ingår i det delavrinningsområde (758200-170039) som SMHI kallar för Utloppet av Pirttimysjärvi. Medelhöjden är 596 meter över havet och ytan är 19,29 kvadratkilometer. Räknas de 4 avrinningsområdena uppströms in blir den ackumulerade arean 105,03 kvadratkilometer. Vittangiälven som avvattnar avrinningsområdet har biflödesordning 2, vilket innebär att vattnet flödar genom totalt 2 vattendrag innan det når havet efter 426 kilometer. Avrinningsområdet består mestadels av skog (33 procent), sankmarker (21 procent) och kalfjäll (27 procent). Avrinningsområdet har 2,38 kvadratkilometer vattenytor vilket ger det en sjöprocent på 12,3 procent.